# Dillard Crocker
James Dillard Crocker (Niles, Míchigan, 19 de enero de 1925-ibídem, 1 de septiembre de 2014) fue un jugador de baloncesto estadounidense que disputó cuatro temporadas entre la BAA y la NBA, además de jugar en la NBL y la NPBL. Con 1,93 metros de estatura, jugaba en la posición de escolta.

## Trayectoria deportiva

### Universidad
Su trayectoria universitaria discurrió con los Broncos de la Universidad de Michigan Occidental, siendo el primer alumno de la institución en llegar a jugar profesionalmente en la NBA.

### Profesional
Comenzó su andadura profesional con los Fort Wayne Pistons de la BAA, pero únicamente llegó a disputar dos partidos en los que anotó 6 puntos antes de ser despedido. Jugó posteriormente en la NBL hasta que en 1949 fichó por los Denver Nuggets, donde se convirtió en el segundo mejor anotador del equipo, por detrás de Kenny Sailors, promediando 13,6 puntos por partido.
Al año siguiente la franquicia desapareció, pero no cambió de ciudad, fichando por los Denver Refiners de la NPBL, donde jugó 29 partidos, en los que promedió 10,1 puntos, para posteriormente ser traspasado a los Anderson Packers, donde jugó otros 11, en los que promedió 13,7.
En 1951 fichó por los Indianapolis Olympians, pero solo disputó 6 partidos antes de ser despedido, fichando semanas después como agente libre por los Milwaukee Hawks, donde acabó la temporada promediando 8,9 puntos y 3,4 rebotes por partido. Jugó una temporada más en los Hawks, antes de retirarse definitivamente.

#### Estadísticas en la BAA y la NBA

##### Temporada regular
| Temporada | Edad | Equipo                 | Liga  | P   | TIT | MIN  | TC  | TCA  | %TC  | 3P | 3PA | %3P | TL  | TLA | %TL  | R.OF. | R.DEF. | REB | ASIS | ROB | TAP | PER | FP  | PTS  |
| 1948-49   | 24   | Fort Wayne Pistons     | BAA   | 2   |     |      | 0.5 | 2.0  | .250 |    |     |     | 2.0 | 3.0 | .667 |       |        |     | 0.0  |     |     |     | 1.5 | 3.0  |
| 1949-50   | 25   | Denver Nuggets         | NBA   | 53  |     |      | 4.6 | 15.8 | .292 |    |     |     | 4.4 | 6.0 | .735 |       |        |     | 1.6  |     |     |     | 4.2 | 13.6 |
| 1951-52   | 27   | TOTAL                  | NBA   | 38  |     | 20.6 | 2.6 | 7.3  | .351 |    |     |     | 2.6 | 3.8 | .669 |       |        | 2.9 | 1.5  |     |     |     | 3.5 | 7.7  |
| 1951-52   | 27   | Indianapolis Olympians | NBA   | 6   |     | 3.8  | 0.3 | 0.8  | .400 |    |     |     | 0.8 | 1.0 | .833 |       |        | 0.5 | 0.0  |     |     |     | 1.0 | 1.5  |
| 1951-52   | 27   | Milwaukee Hawks        | NBA   | 32  |     | 23.8 | 3.0 | 8.6  | .350 |    |     |     | 2.9 | 4.3 | .662 |       |        | 3.4 | 1.8  |     |     |     | 3.9 | 8.9  |
| 1952-53   | 28   | Milwaukee Hawks        | NBA   | 61  |     | 12.7 | 1.6 | 4.7  | .352 |    |     |     | 2.1 | 3.1 | .688 |       |        | 1.7 | 1.0  |     |     |     | 3.3 | 5.4  |
| Total     |      |                        | TOTAL | 154 |     | 15.7 | 2.9 | 9.1  | .316 |    |     |     | 3.0 | 4.3 | .706 |       |        | 2.2 | 1.3  |     |     |     | 3.6 | 8.8  |
|           |      |                        | NBA   | 152 |     | 15.7 | 2.9 | 9.2  | .316 |    |     |     | 3.0 | 4.3 | .707 |       |        | 2.2 | 1.3  |     |     |     | 3.6 | 8.9  |
|           |      |                        | BAA   | 2   |     |      | 0.5 | 2.0  | .250 |    |     |     | 2.0 | 3.0 | .667 |       |        |     | 0.0  |     |     |     | 1.5 | 3.0  |